# Sergio Benvenuto

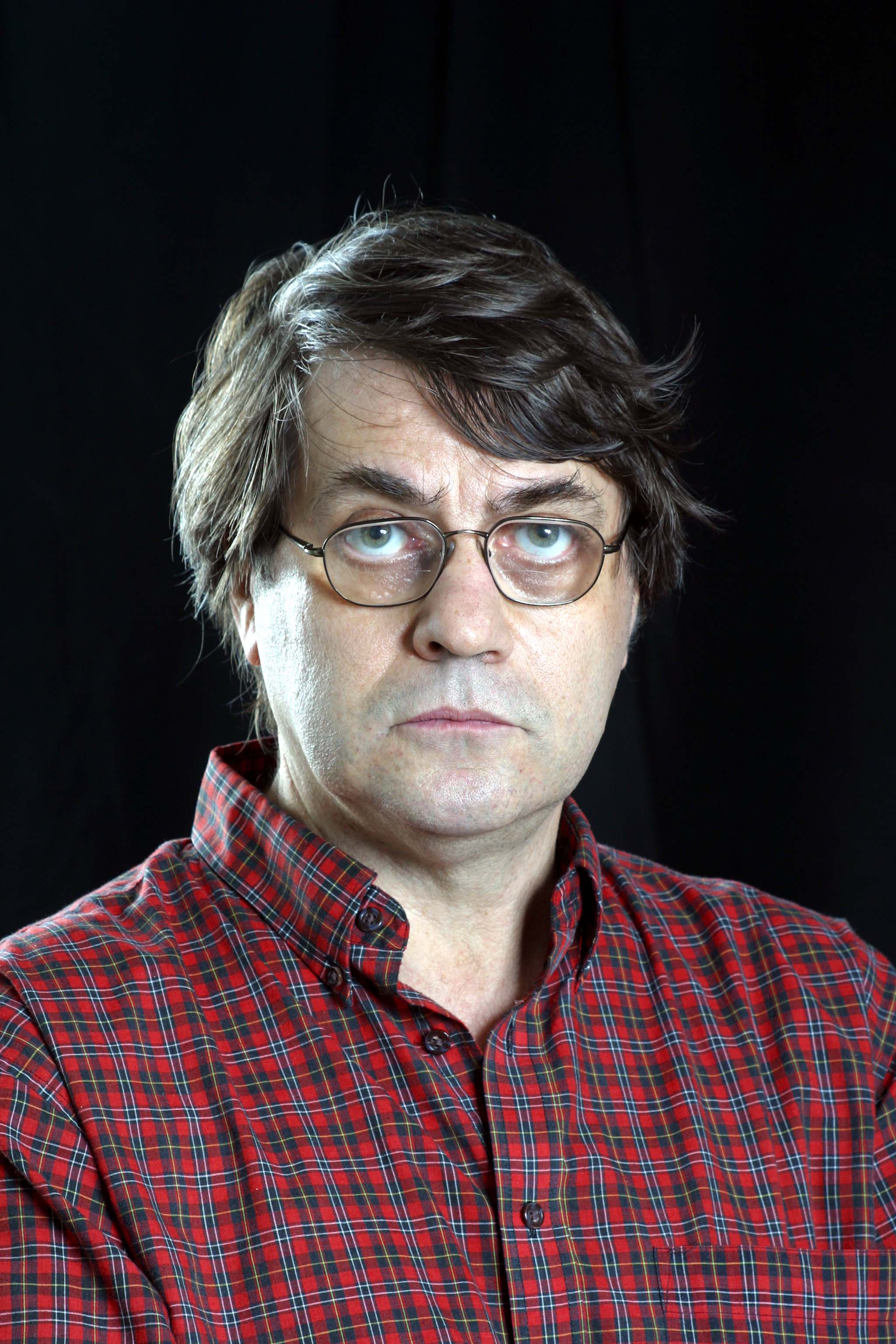
Sergio Benvenuto

Sergio Benvenuto (* 1948 in Neapel) ist ein italienischer Schriftsteller, Philosoph und Psychoanalytiker. Er ist Dozent für Philosophie, Psycholinguistik und Psychiatrie am Consiglio Nazionale delle Ricerche in Rom, dort am Institut für Kognitionswissenschaften und Technologien (ISTC). Benvenuto ist Herausgeber des Journal of European Psychoanalysis.

## Werke
- Confini dell'interpretazione. Freud Feyerabend Foucault, Castrovillari (Cosenza), Verlag: Teda, 1988
- La strategia freudiana: Le teorie freudiane della sessualita rilette attraverso Wittgenstein e Lacan (Inconscio e cultura), Verlag: Liguori, 1984, ISBN 978-8820713287
- Capire l'America, Genua 1988, Verlag Costa & Nolan.
- Un cannibale alla nostra mensa. Gli argomenti del relativismo nell'epoca della globalizzazione. Bari 2000, Verlag Dedalo.
- Accidia. La passione dell'indifferenza. Bologna 2008, Verlag Il Mulino.
- In Freud's Tracks: Conversations from the Journal of European Psychoanalysis (New Imago: Series in Theoretical, Clinical, and Applied Psychoanalysis), Verlag: Jason Aronson, 2008, ISBN 978-0765706300
- La psicoanalisi e il reale, ORTHOTES, 2015
- Perversionen. Sexualität, Ethik und Psychoanalyse, Turia & Kant 2009, ISBN 978-3-85132-549-2

Neben Veröffentlichungen in Fachzeitschriften schreibt Benvenuto seit 1984 regelmäßig Artikel für die italienische Ausgabe der Kulturzeitschrift Lettera Internazionale; in der deutschsprachigen Ausgabe sind Übersetzungen erschienen.